# Rafael Sari
Rafael Sari (l'Alguer 1904 - 1978) fou un escriptor alguerès. Treballà com a mestre d'escola elemental i com a director de l'arxiu històric de l'Alguer. Des del 1929 publicà articles i poesies en alguerès a nombrosos diaris i revistes amb articles i poesies i obtingué diversos premis. La seva obra poètica és intimista i encara no ha estat recollida ni publicada, però és un autor molt popular a l'Alguer gràcies al fet que algunes composicions seves han estat musicades. També fou fundador i primer secretari del Centre d'Estudis Algueresos, amb Rafael Catardi.

Ombra i Sol, poemes de L’Alguer. (Edizioni della Torre) Traducció a l’italià de Marina Romero i Frias